# 1826 no Brasil
Esta é uma cronologia dos principais fatos ocorridos no no ano de 1826 no Brasil

## Incumbente
- Monarca
  - Imperador Dom Pedro I do Brasil

## Eventos

### Maio
- D. Pedro I abdica do trono português em favor de sua filha Dona Maria II.[1]
- O Imperador abre a primeira legislatura da Assembleia Legislativa.[1]

### Dezembro
- Morre a Imperatriz Leopoldina da Áustria na cidade do Rio de Janeiro.[1]